# Viktor Dvorcsák
Viktor Dvorcsák, též Dvortsak, Dvorcsak, Dvortsák, Dvorczák, slovensky Viktor Dvorčák, maďarsky Dvorcsák Győző (21. dubna 1878 Svidník – 8. srpna 1943 Budapešť) byl východoslovenský novinář, politik, župní archivář v Prešově a placený agent Maďarského království.

## Život
Od roku 1907 přispíval do východoslovenských novin Naša Zástava, které zřídila uherská vláda ve snaze odtrhnout obyvatelstvo Šarišské župy od slovenského národa pomocí ideje tzv. slovjactví.
Dvorcsák byl jedním z nejuznávanějších propagátorů slovjactví, a to i díky sbírce veršů v šarištině Vlasc a Šerco, která vyšla v Prešově v roce 1909, přičemž se stal roku 1917 redaktorem Naší zástavy.
Byl též redaktorem periodik Eperjesi Lapok (1910–1917) a Eperjesi Ujság (1917–1918), přičemž druhé jmenované i sám vlastnil.
Po 1. světové válce vydával v Paříži časopis La Slovaquie, napadající Československo.